# Cannaflavine
Le cannaflavine sono una famiglia di flavonoidi contenuti nelle piante di canapa, insieme ad apigenina e quercetina.
Appartengono a questa famiglia le cannaflavine A, B e C. Si tratta di derivati prenilati di alcuni flavoni contenuti nella  C. Sativa.
Le cannaflavine sono state studiate per le loro attività antinfiammatorie, in particolare si sono mostrate capaci di inibire la produzione di prostaglandine, in particolare PGE2.